# Leobard von Maursmünster
Leobard (Liebhard) von Maursmünster († um 618 in Marmoutier (Maursmünster)) war wahrscheinlich der Gründer, zumindest der erste Abt des etwa 600 (nach anderen Quellen erst 659) gegründeten Klosters Marmoutier. Leobard soll aus Irland stammen und ein Schüler des Columban von Luxeuil im Rahmen der iroschottischen Mission gewesen sein. Sein Gedenktag ist der 24. Februar.
Davon zu unterscheiden ist der hl. Leobard (aus der Auvergne; † 583), der bei Marmoutier in der Nähe von Tours Eremit war. Eine angegebene Quelle dafür ist Historiae, Buch 7, Kap. XX der Vitae Patrum von Gregor von Tours († 594). Er gilt als Heiliger sowohl der katholischen als auch der orthodoxen Kirche. Sein katholischer Gedenktag ist der 31. Dezember, sein orthodoxer Gedenktag der 18. Januar.